# Тарасов, Михаил Михайлович (генерал)
Михаил Михайлович Тарасов (16 апреля 1954, Уфа — 6 апреля 2021, Санкт-Петербург) — советский и российский военный деятель, генерал-майор, начальник Санкт-Петербургского военного института внутренних войск МВД РФ в 1996—2008 годах; доктор педагогических наук, профессор.

## Биография
Родился 16 апреля 1954 года в Уфе. Окончил Орджоникидзевское высшее военное командное Краснознаменное училище имени С. М. Кирова МВД СССР в 1976 году. Занимался гиревым спортом, после окончания училища по распределению продолжил службу в нём же. В 1976—1982 годах — командир взвода и командир роты курсантов Орджоникидзевского ВВКУ. В 1982 году направлен на учёбу в Военную академию имени М. В. Фрунзе, которую окончил в 1985 году.
В 1985—1993 годах служил в конвойных частях внутренних войск МВД СССР и МВД России. В частности, службу проходил в войсках Уральского и Московского округов внутренних войск МВД, служил в Соликамске, Тавде, Сосьве и других населённых пунктах. В 1993—1995 годах — командир 28-й отдельной бригады Московского округа внутренних войск МВД России (город Иваново). В 1995—1996 годах — начальник штаба 12-й Тульской дивизии (также заместитель командира) Московского округа внутренних войск МВД России. Участник командировок на Северный Кавказ.
В 1996—2008 годах — начальник Санкт-Петербургского военного института внутренних войск МВД России, к исполнению обязанностей приступил в январе 1997 года. В 1998 году после реформирования института в факультет подготовки кадров для внутренних войск в составе Санкт-Петербургского университета МВД России стал руководителем факультета внутренних войск и заместителем начальника университета. После воссоздания военного института внутренних войск вернулся на должность его начальника. В 2007 году ему были присуждены степень доктора педагогических наук и звание профессора кафедры военной педагогики и психологии.
В 2008 году уволен в запас в звании генерал-майора и был избран главой внутригородского муниципального образования Санкт-Петербурга «Муниципальный округ Сосновая Поляна», должность главы занимал в 2009—2019 годах. Избирался муниципальным депутатом IV, V и VI созывов. Работал советником главы администрации Красносельского района.
Скончался 6 апреля 2021 года на 67-м году жизни. Был женат, имел двух сыновей.

## Награды
- Орден «За личное мужество»[2][4]
- Орден Почёта[2]
- 12 медалей[4]
- почётный гражданин Красносельского района города Санкт-Петербурга (2008)[1]

## Публикации
- М. М. Тарасов. Педагогический опыт служебно-боевой деятельности внутренних войск МВД современной России // Известия Российского государственного педагогического университета им. А. И. Герцена. — 2006. — № 6 (14). — С. 269—280.